# HK CAWS霰彈槍
黑克勒&科赫HK CAW（Heckler & Koch HK CAWS）是原型自動散彈槍，設計原意是戰鬥散彈槍，在1980年代由黑克勒&科赫與溫徹斯特連發武器公司、Olin Corporation聯合製造。
該槍裝彈數為10發，使用12鉛徑散彈，採用犢牛式設計。具半自動跟自動射擊兩種模式。該槍設計靈巧，兩手皆可使用。

## 外部連結
- Cartridge of the Month June 2006: 12 Gauge Close Assault Weapon System (CAWS)（页面存档备份，存于）
- HKPRO: The CAW（页面存档备份，存于）
- Modern Firearms
- Military Factory: Heckler & Koch HK CAWS（页面存档备份，存于）